# Science Pool
Science Pool ist eine Organisation mit Sitz in Wien (Österreich), die in mehreren österreichischen Bundesländern Programme zur Wissenschaftsvermittlung für Kinder, Jugendliche und Erwachsene anbietet.

## Leitbild und Ziele
Science Pool bezweckt die Bildung und Ausbildung von Kindern und Jugendlichen, insbesondere die Entwicklung naturwissenschaftlicher, mathematischer, sprachlicher und sozialer Kompetenz. Das bedeutet, Kindern und Jugendlichen einen altersgerechten und verantwortungsvollen Umgang mit Naturwissenschaften, Mathematik, Sprachen sowie im Miteinander mit Anderen außerhalb des Kernlehrplanes zu vermitteln und sie in ihrem Interesse für selbständiges Experimentieren und kreatives Forschen zu unterstützen. Dabei werden sowohl schulische als auch außerschulische Möglichkeiten genutzt, um interdisziplinären und generationsübergreifenden Wissens- und Werteaustausch zu fördern.

## Organisation
Science Pool VIF wurde 2011 als gemeinnütziger Verein zur Interessensförderung von Kindern und Jugendlichen von Gerlinde Heil gegründet. 2015 wurde zusätzlich ein nicht-gemeinnütziger Verein für Familienevents im naturwissenschaftlichen Bereich gegründet, 2018 die Science Pool VWV gemeinnützige GmbH.

## Programme
Science Pool erreicht mit seinen Programmen jährlich 20.000 Kinder in Schulklassen, zusätzlich 7.000 Erwachsene in Fortbildungskursen und über 200.000 Menschen mit Großveranstaltungen.

### Science Clubs in Wien, Niederösterreich und im Burgenland
Science Clubs sind Workshops, die semesterbegleitend und außerschulisch in 10 aufeinander folgenden Wochen stattfinden. Diese Kontinuität sorgt für eine effiziente Wissensvermittlung und ist Teil des didaktischen Konzepts. Im Science Club werden jedes Semester Programme zu Physik, Mathematik, Chemie und Biologie bearbeitet. Die Programme sind altersangepasst und über 4 Jahre aufbauend. Science Clubs wenden sich vor allem an Volksschulen, Horte und Unterstufen (Mittelschulen, Mittlere Schulen für wirtschaftliche Berufe, Kooperative Mittelschulen, Allgemeinbildende Höhere Schulen). Für Kindergärten und Vorschulen steht ein eigenes Programm zur Verfügung, das auf zwei Jahre ausgelegt ist. In Summe werden während der Schulsemester an über 100 Schulen Science Clubs angeboten und mehr als 3000 Kinder wöchentlich unterrichtet.

### Science School in Niederösterreich
In Niederösterreich werden die Programme der Science Clubs in Kooperation mit dem Land Niederösterreich adaptiert als Science Schools angeboten. Anstatt 10 Kursen werden dort 9 geboten, eine der Einheiten wird von einem externen niederösterreichischen Jungwissenschafter gehalten, der die Schüler in sein Studien- bzw. Forschungsgebiet einführt. Während der Schulsemester werden im Rahmen der Science Schools über 100 Schulen angefahren und über ca. 3000 Kinder wöchentlich unterrichtet.

### Science goes School in Niederösterreich
Im Rahmen des FTI-Programmes Niederösterreich bietet das Projekt „Science goes School“ Oberstufen-Schülern die Möglichkeit, Wissenschaft und Forschung selbst zu erleben. Science Pool entwickelt dafür maßgeschneiderte Workshop-Programme, die kostenlos von den Schulen gebucht werden können. Diese werden direkt in den Niederösterreichischen Schulen abgehalten. Im Schuljahr 2016/17 haben mehr als 2000 Schüler aus Niederösterreich an „Science goes School“ teilgenommen und die Workshops von Science Pool besucht.

### Science Labs in Wien
Science Labs finden im Headquarters des Science Pools, in Wien-Simmering statt und richten sich an Kindergartengruppen, Hortgruppen und Schulklassen (VS und Sekundarstufen). Die Science Labs sind 2–4-stündige Workshops, in denen Wissenschaften von den Kindern und Schülern niedrigschwellig aber auf hohem Niveau selbsttätig erarbeitet und erlebt werden können. Seit Dezember 2022 werden auch Science Pool-Workshops im Brennpunkt° – Museum der Heizkultur Wien abgehalten.

### Summer Science in Wien
Die Summer Sciences des Science Pools sind Ferienwochen, die für Volksschüler und Schüler der Unter- und Oberstufen Workshops bieten, deren Inhalte von Naturwissenschaften, Social Science bis hin zu handwerklichen Kursen reichen.

### Weiter- und Fortbildung für Pädagogen und Lehrer
Seit über 10 Jahren stellt Science Pool individuelle Seminarprogramme für schulinterne LehrerInnenfortbildungen (SCHILF) und pädagogische Tage zur Verfügung, die die Möglichkeit bieten, mit Alltagsmaterialien praktische „Vor-Wissenschaft“ in deren Klassen und Gruppen zu bringen. Diese Programme haben sich bewährt, um Bildungsinstitutionen auf die MINT-Gütesiegel Zuerkennung vorzubereiten.

### Science Pool Institut für (Vor-)Wissenschaftsvermittlung
Seit 2018 bietet Science Pool eine studiumsbegleitende Ausbildung mit Zertifizierung zum (Vor-)Wissenschaftsvermittelnden an. Diese Ausbildung beinhaltet didaktische PREP-Seminare, Checkpoint-Meetings, bezahlte Praktika und Supervision.

### Familienveranstaltungen
Science Pool veranstaltet oder ist gebucht für Großveranstaltungen wie zum Beispiel beim wienXtra Spielefest oder dem Wasserfest Wien.

### Museum der Nerdigkeiten
Science Pool betreibt das Museum der Nerdigkeiten, das im Herbst 2015 vom Museumsbund offiziell registriert wurde. Das Museum der Nerdigkeiten ist spezialisiert auf niedrigschwellige und praktische Wissenschaftsvermittlung mit Schwerpunkt auf Digitalisierung und Virtual Reality.

### Lange Nacht der Forschung
2016 und 2018 organisierte Science Pool die Lange Nacht der Forschung in Wien mit zuletzt 75 Standorten, 650 Stationen und 87.000 Besuchern.